# 新张集乡
新张集乡，是中华人民共和国安徽省亳州市利辛县下辖的一个乡镇级行政单位。

## 行政区划
新张集乡下辖以下地区：
金桥村、前圩村、南集村、阳光村、向阳村、和谐村、王楼村、潘小村、团结村、富源村、友谊村、张集村和陶集村。